# 420년

## 연호
- 동진(東晉) 원희(元熙) 2년
- 유송(劉宋) 영초(永初) 원년
- 북위(北魏) 태상(泰常) 5년
- 서진(西秦) 건홍(建弘) 원년
- 북량(北凉) 현시(玄始) 9년
- 서량(西凉) 가흥(嘉興) 4년 / 영건(永建) 원년
- 북연(北燕) 태평(太平) 12년
- 하(夏) 진흥(眞興) 2년

## 기년
- 동진(東晉) 공제(恭帝) 2년
- 유송(劉宋) 무제(武帝) 원년
- 북위(北魏) 명원제(明元帝) 12년
- 신라(新羅) 눌지 마립간(訥祗麻立干) 4년
- 고구려(高句麗) 장수왕(長壽王) 8년
- 백제(百濟) 전지왕(腆支王) 16년 / 구이신왕(久爾辛王) 원년

## 사건
- 중국, 유송의 설립
- 백제, 어라하 전지왕 세상을 떠남.  구이신왕 왕의 자리에 오름.

## 사망
- 백제(百濟) 18대 왕 전지왕(腆支王)